# Josphat Ndeti
Josphat Ndeti (1º aprile 1973) è un ex maratoneta e mezzofondista keniota.

## Biografia
Nel 1992 ha partecipato ai Mondiali juniores, vincendo la medaglia d'argento nei 10000 m piani con il tempo di 28'46"95.

## Palmarès
| Anno | Manifestazione    | Sede | Evento        | Risultato | Prestazione | Note |
| ---- | ----------------- | ---- | ------------- | --------- | ----------- | ---- |
| 1992 | Mondiali juniores | Seul | 10000 m piani | Argento   | 28'46"95    |      |

## Altre competizioni internazionali
1991
- Bronzo alla Mezza maratona di Belgrado ( Belgrado) - 1h04'03"
- 10º al Gran Premio Undici Ponti di Comacchio ( Comacchio), 9,5 km - 29'21"
- 14º alla Blackburn Shopping Centre Road Races ( Blackburn), 5 km - 14'15"
- 9º al Cross dei Campioni ( Cesena) - 29'58"

1993
- Bronzo alla Maratona di Honolulu ( Honolulu) - 2h13'48"
- Oro alla Lidingöloppet ( Lidingö), 30 km - 1h37'29"
- 11º alla Swansea Bay ( Swansea) - 30'11"

1994
- 26º alla Maratona di Boston ( Boston) - 2h14'26"
- 21º alla Maratona di New York ( New York) - 2h21'10"

1995
- 8º alla Maratona di Parigi ( Parigi) - 2h11'50"
- 4º alla Maratona di Honolulu ( Honolulu) - 2h18'32"
- 18º alla Mezza maratona di Lisbona ( Lisbona) - 1h04'25"

1997
- Oro alla Maratona di Belgrado ( Belgrado) - 2h13'38"
- 4º alla Lidingöloppet ( Lidingö), 30 km - 1h37'40"
- 14º alla Mezza maratona di Chihuahua ( Chihuahua) - 1h04'38"
- 44º alla Barnsley 10 km ( Barnsley) - 31'06"

1998
- 6º alla Maratona di Belgrado ( Belgrado) - 2h13'41"
- 5º alla Maratona di Istanbul ( Istanbul) - 2h17'40"

1999
- Bronzo alla Maratona di Colonia ( Colonia) - 2h16'00"
- 6º alla Lidingöloppet ( Lidingö), 30 km - 1h39'02"
- Oro alla Dresdner Sommernachtslauf ( Dresda) - 29'09"
- 4º alla Ko-Lauf ( Düsseldorf) - 30'00"

2000
- 5º alla Maratona di Belgrado ( Belgrado) - 2h16'30"
- 4º alla Maratona di Ratisbona ( Ratisbona) - 2h20'19"
- 8º alla Route du Vin Half Marathon ( Remich) - 1h03'19"
- Bronzo alla Mezza maratona di Haarlem ( Haarlem) - 1h03'45"
- 11º alla Nacht von Borgholzhausen ( Borgholzhausen), 10 miglia - 48'52"

2001
- 6º alla Maratona di Hannover ( Hannover) - 2h17'26"
- 8º alla Maratona di Colonia ( Colonia) - 2h20'58"
- Bronzo alla Maratona di Singapore ( Singapore) - 2h24'27"
- Oro alla Rund um den Wolfgansee ( Sankt Wolfgang im Salzkammergut), 27 km - 1h30'04"
- Oro alla Mezza maratona di Griesheim ( Griesheim) - 1h05'40"
- 7º alla Kasseler Citylauf ( Kassel) - 29'34"

2002
- 4º alla Maratona di Singapore ( Singapore) - 2h21'04"
- 15º alla Kasseler Citylauf ( Kassel) - 30'42"

2003
- 6º alla Maratona di Singapore ( Singapore) - 2h24'06"

2005
- Oro alla Maratona di Addis Abeba ( Addis Abeba) - 2h21'22"
- Oro alla Maratona di Pune ( Pune) - 2h19'35"

2006
- 14º alla Maratona di Istanbul ( Istanbul) - 2h17'18"

2007
- Argento alla Maratona di Baltimora ( Baltimora) - 2h20'01"
- Bronzo alla Mezza maratona di San Diego ( San Diego) - 1h06'41"
- 7º alla Park Forest Scenic ( Park Forest), 10 miglia - 50'43"

2008
- Argento alla Garden of the Gods ( Manitou Springs), 10 miglia - 53'13"

2010
- 7º alla Maratona di San Antonio ( San Antonio) - 2h32'38"

2011
- 8º alla Mezza maratona di Santa Fe ( Santa Fe) - 1h11'49"